# Codex purpureus Rossanensis
Der Codex purpureus Rossanensis (Purpurkodex von Rossano, Gregory-Aland Nr. 042 oder Σ) ist ein bedeutendes illustriertes griechisches Evangeliar.

## Bezeichnung und Inhalt
Das Evangeliar wird im Diözesanmuseum der kalabrischen Stadt Rossano aufbewahrt. Seinen Namen verdankt es der Tatsache, dass die 188 erhaltenen der ursprünglich etwa 400 Pergamentblätter mit Purpur koloriert sind.
Der reich bebilderte Text enthält das vollständige Matthäus-Evangelium, einen Teil des Markus-Evangeliums sowie einen Brief des Eusebius von Caesarea mit einer Lücke in Markus 16, 14–20.

## Geschichte
Das Buch wurde vermutlich im 6. Jahrhundert in Syrien geschrieben und im 7. Jahrhundert von Mönchen auf der Flucht vor den Arabern nach Kalabrien gebracht. Oscar von Gebhardt und Adolf Harnack entdeckten den Codex 1879 und veröffentlichten eine Beschreibung.
2015 wurde der Kodex von der UNESCO zum Weltdokumentenerbe erklärt.

## Bildergalerie

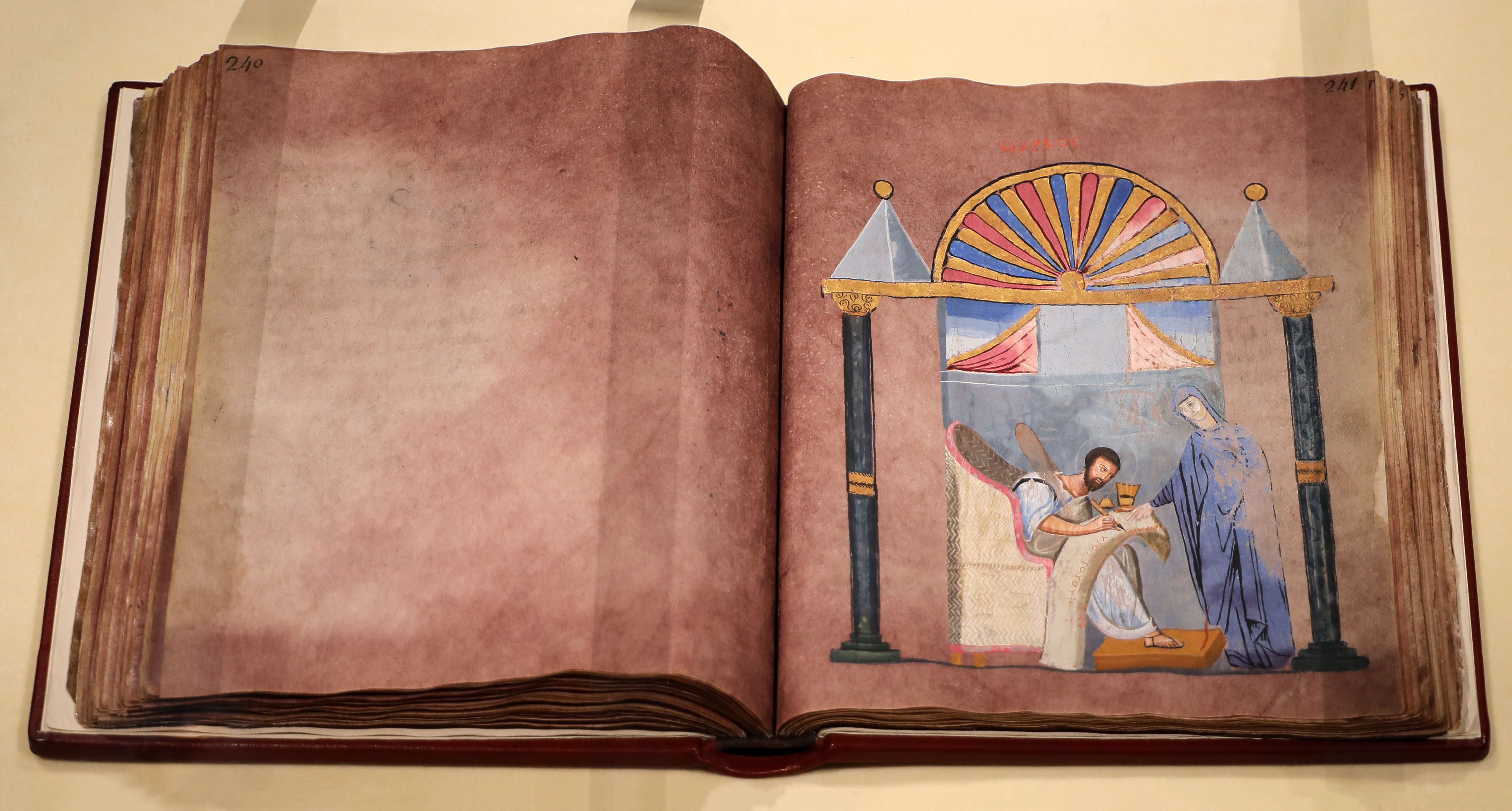
Aktuelle Präsentation im Diözesanmuseum von Rossano
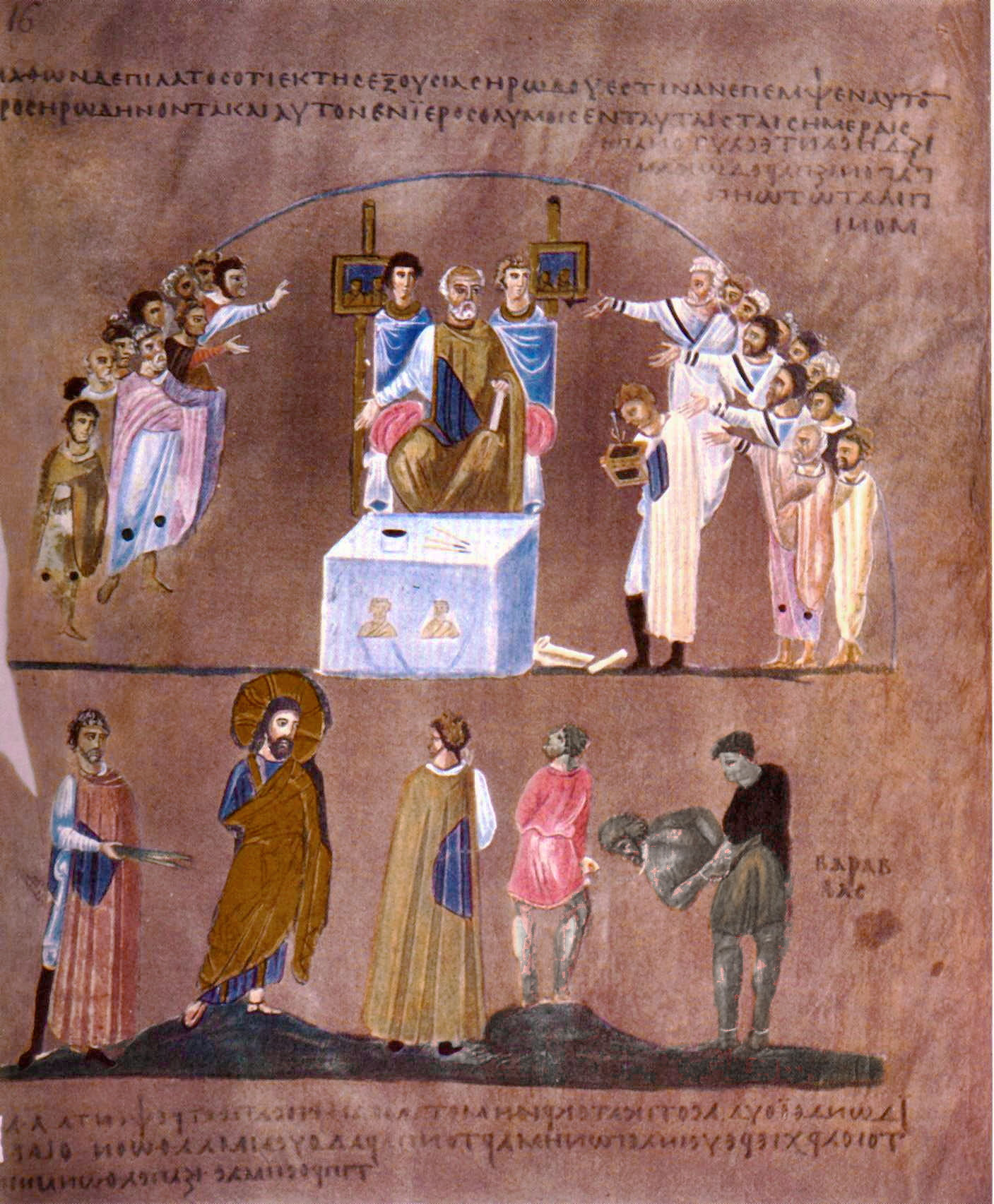
Christus vor Pilatus
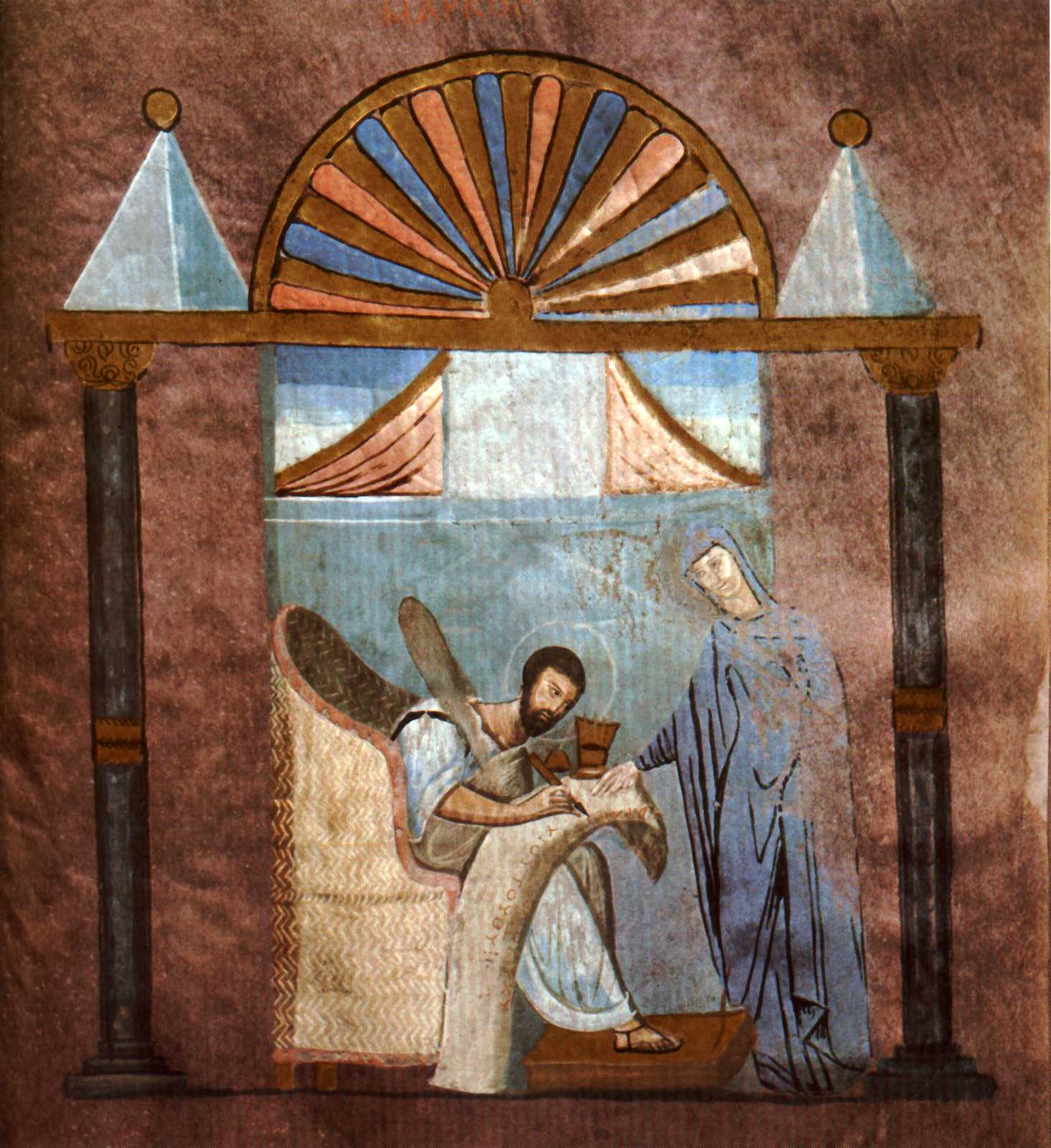
Der Evangelist Markus
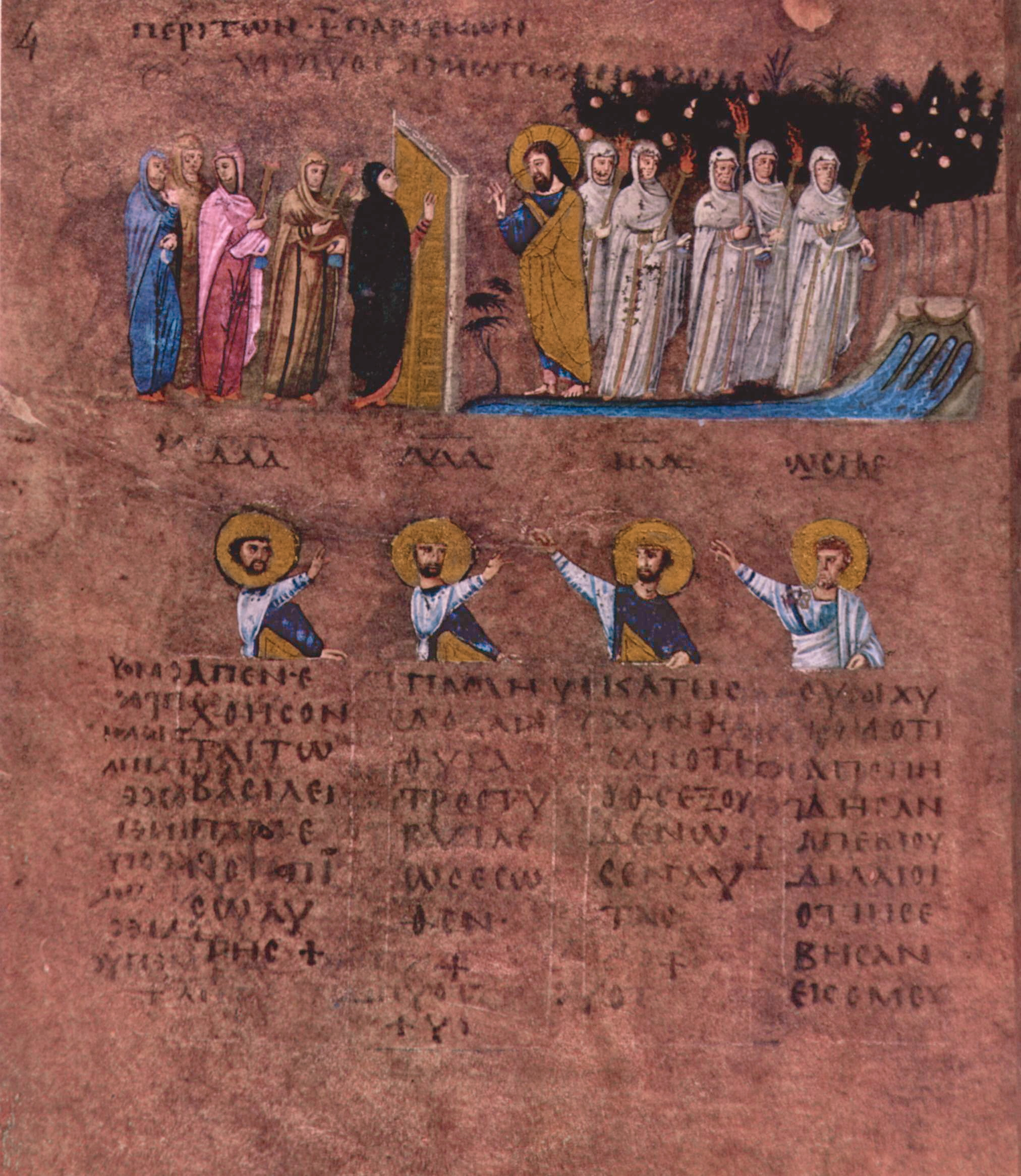
Die Parabel der klugen und der törichten Jungfrauen
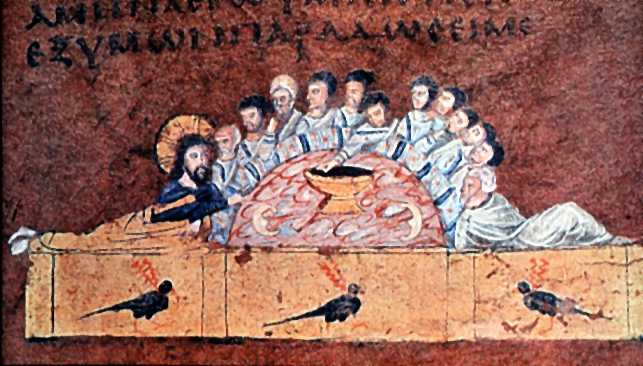
Das letzte Abendmahl
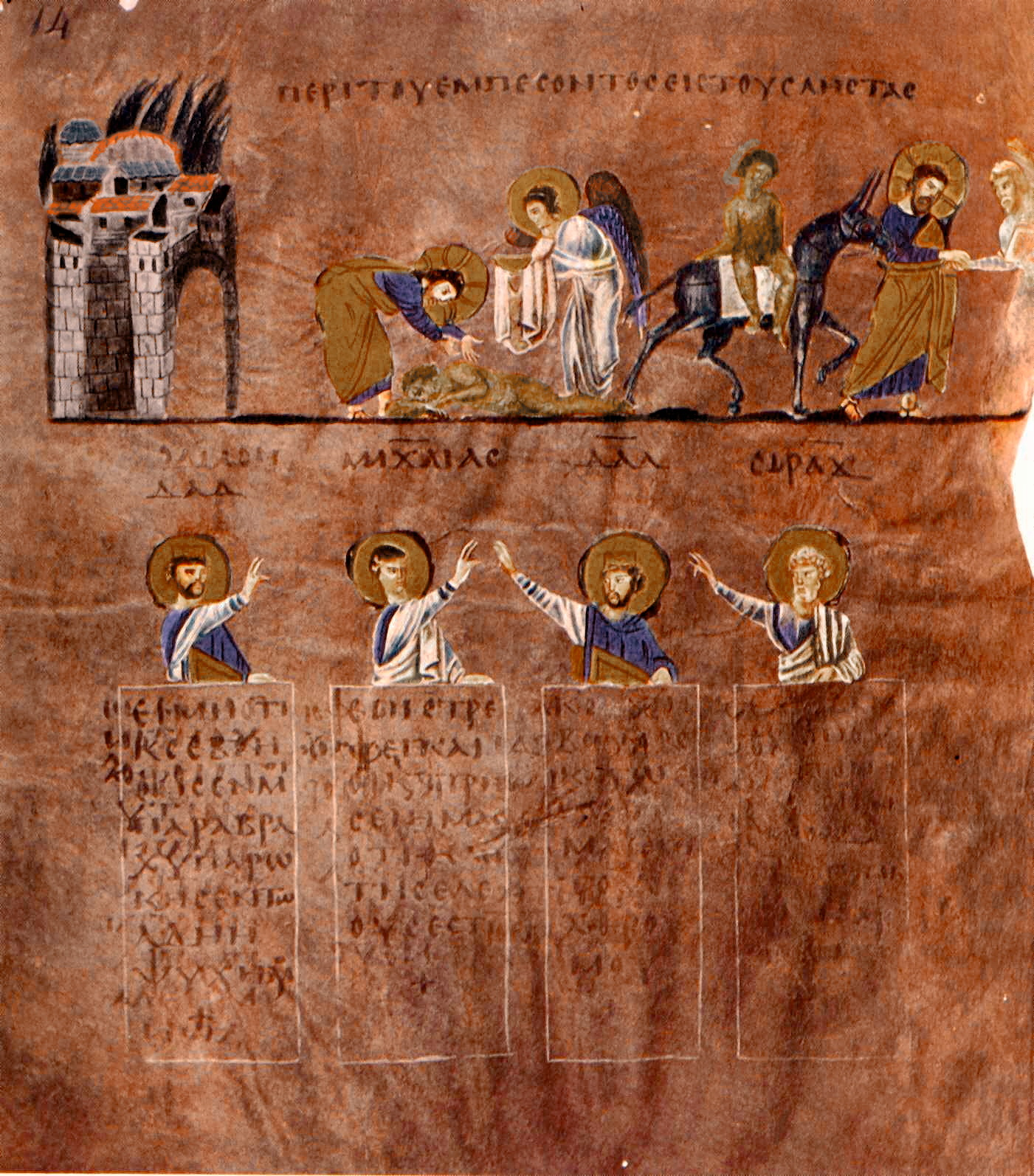
Der Barmherzige Samariter
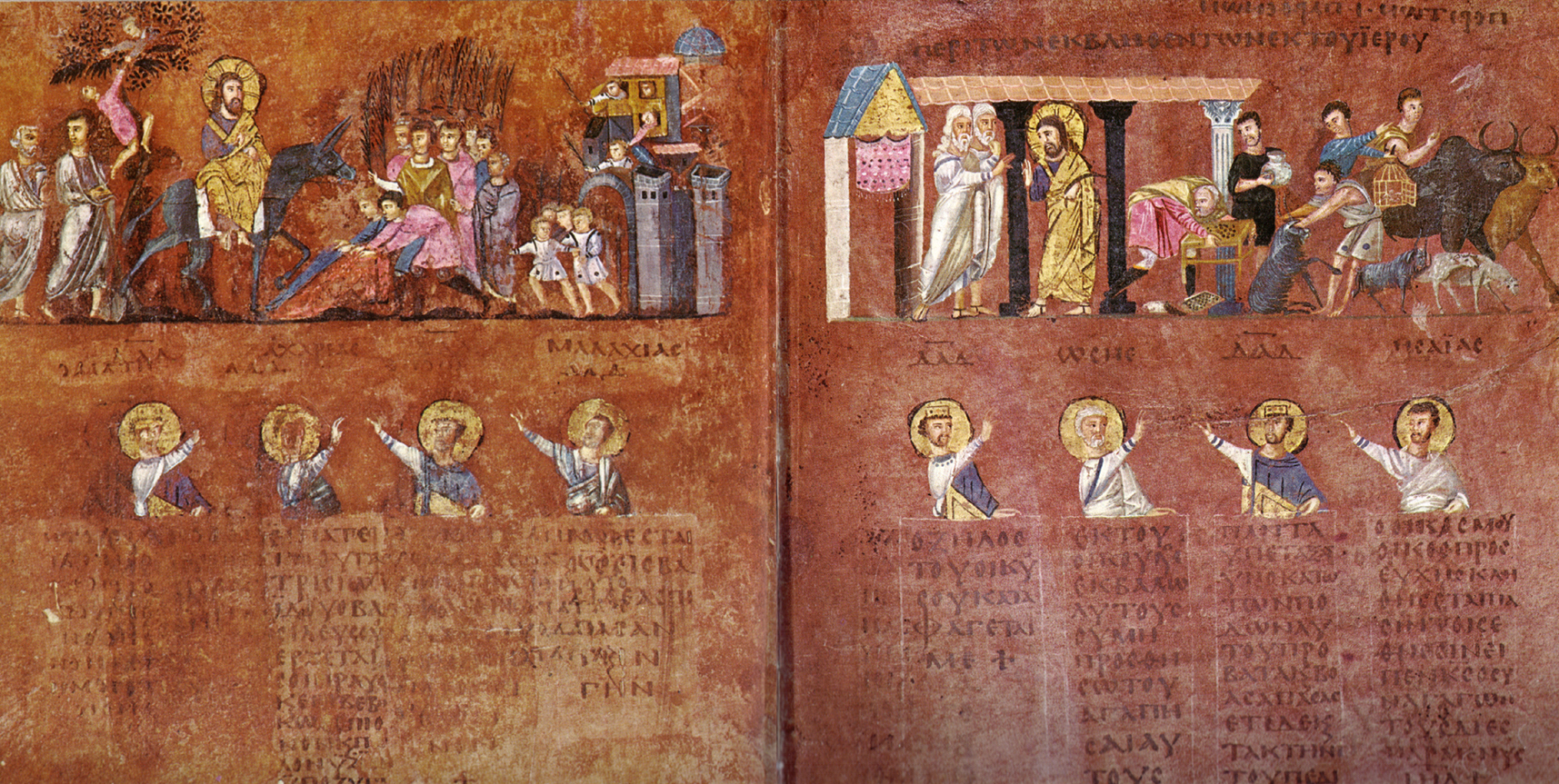
Der Einzug nach Jerusalem (links) und die Reinigung des Tempels (rechts)

## Ausgaben
1985 erschien bei der Akademischen Druck- und Verlagsanstalt in Graz eine Faksimileausgabe.